# امتیاز-z آلتمن
امتیاز-z آلتمن (به انگلیسی: Altman Z-score) شاخصی است که در سال ۱۹۶۸ توسط ادوارد آلتمن که در آن زمان استادیار رشته مالی در دانشگاه نیویورک بود منتشر شد.
این شاخص برای محاسبه احتمال ورشکستگی یک کمپانی تولیدی و همچنین ارزیابی قدرت مالی شرکت است و به صورت زیر محاسبه می‌شود:
Z-Score = 1.2A + 1.4B + 3.3C + 0.6D + 1.0E
که:
A = سرمایه در گردش / کل دارایی
B = سود انباشته / کل دارایی
C = درآمد قبل از بهره و مالیات / کل دارایی
D = ارزش بازاری سهام / کل بدهی
E = فروش / کل دارایی